# Kanton Cadenet
Kanton Cadenet (fr. Canton de Cadenet) je francouzský kanton v departementu Vaucluse v regionu Provence-Alpes-Côte d'Azur. Tvoří ho devět obcí.

## Obce kantonu
- Cadenet
- Cucuron
- Lauris
- Lourmarin
- Mérindol
- Puget
- Puyvert
- Vaugines
- Villelaure